# Sommatore analogico

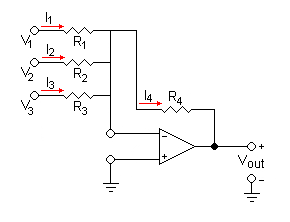
Sommatore analogico invertente con tre ingressi.

In elettronica un sommatore analogico è un circuito elettronico che utilizza un amplificatore operazionale e consente di sommare due o più segnali in rapporto al valore massimo di tensione erogabile. In figura è riportato un sommatore con tre tensioni in ingresso, con modalità invertente. Dal momento che l'amplificatore operazionale è ideale la resistenza di ingresso è infinita e allora vale per la legge di Kirchhoff dei nodi:
{\displaystyle I_{1}+I_{2}+I_{3}=I_{4}}
Sostituendo a questa le equazioni rispettive:
{\displaystyle {\frac {V_{1}}{R_{1}}}+{\frac {V_{2}}{R_{2}}}+{\frac {V_{3}}{R_{3}}}=-{\frac {V_{out}}{R_{4}}}}
In definitiva possiamo scrivere per la tensione di uscita:
{\displaystyle V_{out}=-\left({\frac {V_{1}R_{4}}{R_{1}}}+{\frac {V_{2}R_{4}}{R_{2}}}+{\frac {V_{3}R_{4}}{R_{3}}}\right)}
Se le resistenze sono uguali:
{\displaystyle R_{1}=R_{2}=R_{3}=R_{4}=R}
allora abbiamo 
{\displaystyle V_{out}=-(V_{1}+V_{2}+V_{3})}
cioè la somma delle tensioni di ingresso.
Ovviamente il discorso fatto si può generalizzare ad un numero qualunque di ingressi purché siano nei limiti tecnici dei componenti. Inoltre se si usa la configurazione non invertente allora basta collegare le tensioni di ingresso al morsetto + e otterremmo 
{\displaystyle V_{out}=V_{1}+V_{2}+V_{3}}
Dipendentemente del valore delle resistenze possiamo utilizzare il sommatore in modo che fornisca la somma pesata e la media delle tensioni di ingresso.

## Sottrattore
Se le configurazioni invertenti e non invertenti sono usate contemporaneamente allora è possibile anche riprodurre un sottrattore, infatti l'amplificatore operazionale è un amplificatore differenziale. In tal caso basta collegare per esempio tre ingressi sul morsetto invertente, ad esempio {\displaystyle V_{5},V_{6},V_{7}} e altri tre su quello non invertente, ad esempio {\displaystyle V_{1},V_{2},V_{3}}. A conti fatti la tensione di uscita diverrebbe:
{\displaystyle V_{out}=\left({\frac {V_{1}R_{4}}{R_{1}}}+{\frac {V_{2}R_{4}}{R_{2}}}+{\frac {V_{3}R_{4}}{R_{3}}}\right)-\left({\frac {V_{5}R_{4}}{R_{5}}}+{\frac {V_{6}R_{4}}{R_{6}}}+{\frac {V_{7}R_{4}}{R_{7}}}\right)}